# 藤村由紀子
藤村 由紀子（ふじむら ゆきこ、1975年2月15日 - ）は、日本のフリーアナウンサー。Voiceover Japan代表。ぐっどもーにんぐ業務提携。

## 来歴
東京都世田谷区出身、東京都在住。桜蔭高等学校、早稲田大学政治経済学部経済学科卒業。オーストラリアに留学していた経験あり。英検1級合格者で、TOEIC公開テストスコアは970。
大学を卒業後、1998年に宮城テレビ放送（ミヤギテレビ）に入社。2001年に退社するまで同局のアナウンサーを務めていた。
ミヤギテレビを退社した後、一時渡米。ハリウッドの映画スターたちへのインタビューを経験した後に仙台へ戻り、フリーランスでの活動を開始する。2003年からは、インタースクールで通訳を学びながらNHK仙台放送局の契約キャスターを務めていた。また、かつて自身が在籍していたミヤギテレビアナウンス部からの応援要請により、2005年からは再び同局でアナウンサーを務めていた。
2008年3月いっぱいでミヤギテレビ2度目の契約を終了。同年に長女を出産した後、4年ほどの育児専念期間を経て活動を再開する。再開後には、「日英バイリンガルアナウンサー」をキャッチコピーにしての活動を展開している。
現在、ナレーターの海外進出をサポートするVoiceover Japanの代表をつとめるほか、米国のナレーター・声優の団体SOVAS（Society of Voice Arts and Sciences)の日本人唯一の国際アンバサダーに就任。また2022年にはアジア太平洋地域の中から優れた映像コンテンツを選出するAsian Academy Creative Awardsで日本代表に選出され、その後Grand Finalで日本人初のBest Voice Artist（最優秀ナレーター賞）を受賞した。東京都在住。

## 出演

### テレビ番組
- ちょっとブレイクタイム（ミヤギテレビ） - 司会。ミヤギテレビ2度目の契約終了後にも、引き続きフリーの立場で出演していた[3]。
- NNNニュースダッシュ ローカルパート（ミヤギテレビ） - キャスター
- てれまさむねGo!Go!（NHK仙台放送局、2003年10月から[1]）
- OH!バンデス（ミヤギテレビ）
- あッ!晴れテレビ（ミヤギテレビ） - ニュース担当
- ネットワーク・7（東北地方＋新潟県のNNS加盟7局共同製作） - リポーター
- NNNニュースプラス1（日本テレビ） - 「ごご5時ニッポン」担当（ミヤギテレビでの放送はなし）
- NNNニュースプラス1（ミヤギテレビ） - 中継リポーター
- スーパーJチャンネルみやぎ（東日本放送）
- 東北限定！お見せします「天花」（東北地方のNHK6局共同製作）
- 生活ほっとモーニング 塩釜スペシャル（NHK総合テレビ）
- 視聴者のみなさまへ（ミヤギテレビ）
- 春は女子アナ大激突！ニュースの女王決定戦（日本テレビ）
- 全国ママさんバレーボール大会 総理大臣杯決定戦（NHK教育テレビ）

### ネット配信番組
- 藤村由紀子の「かわいい動物大集合♡」（FRESH LIVE → YouTube JKNTV）
- Local Topics Japan（YouTube） - 動画リポート

### VCM
- 日興コーディアル証券
- 英会話のジオス

### プロモーションビデオ
- Vodafone V301T（東芝）

## 執筆

### 専門誌
- フジサンケイ ビジネスアイ（日本工業新聞） - コラム「LUXEな日本〜地元発」担当